# Fernand Petit (politicus)
Fernand Paul Jean Joseph Petit (Elsene, 18 februari 1878 - 10 november 1975) was een Belgisch volksvertegenwoordiger en burgemeester.

## Levensloop
Van beroep industrieel, werd Petit verkozen tot gemeenteraadslid van Neuville-sous-Huy in 1926. Hij werd er schepen (1936-1938) en burgemeester (vanaf 1939).
Hij was ook provincieraadslid en bestendig afgevaardigde voor de provincie Luik, van 1932 tot 1936. In het provinciaal onderwijs worden jaarlijks Fernand-Petitprijzen toegekend. Een legaat van 1,5 miljoen BEF dat hij deed ten gunste van het provinciaal onderwijs, werd besteed voor de bouw van een verpleegstersschool in Hoei.
In 1939 werd hij verkozen tot liberaal provinciaal senator voor de provincie Luik en vervulde dit mandaat tot aan zijn dood.